# Scuola Internazionale di Comics
La Scuola Internazionale di Comics, fondata dal disegnatore Dino Caterini nel 1979, è un'accademia dedicata alla formazione nel campo delle arti figurative.

## Storia

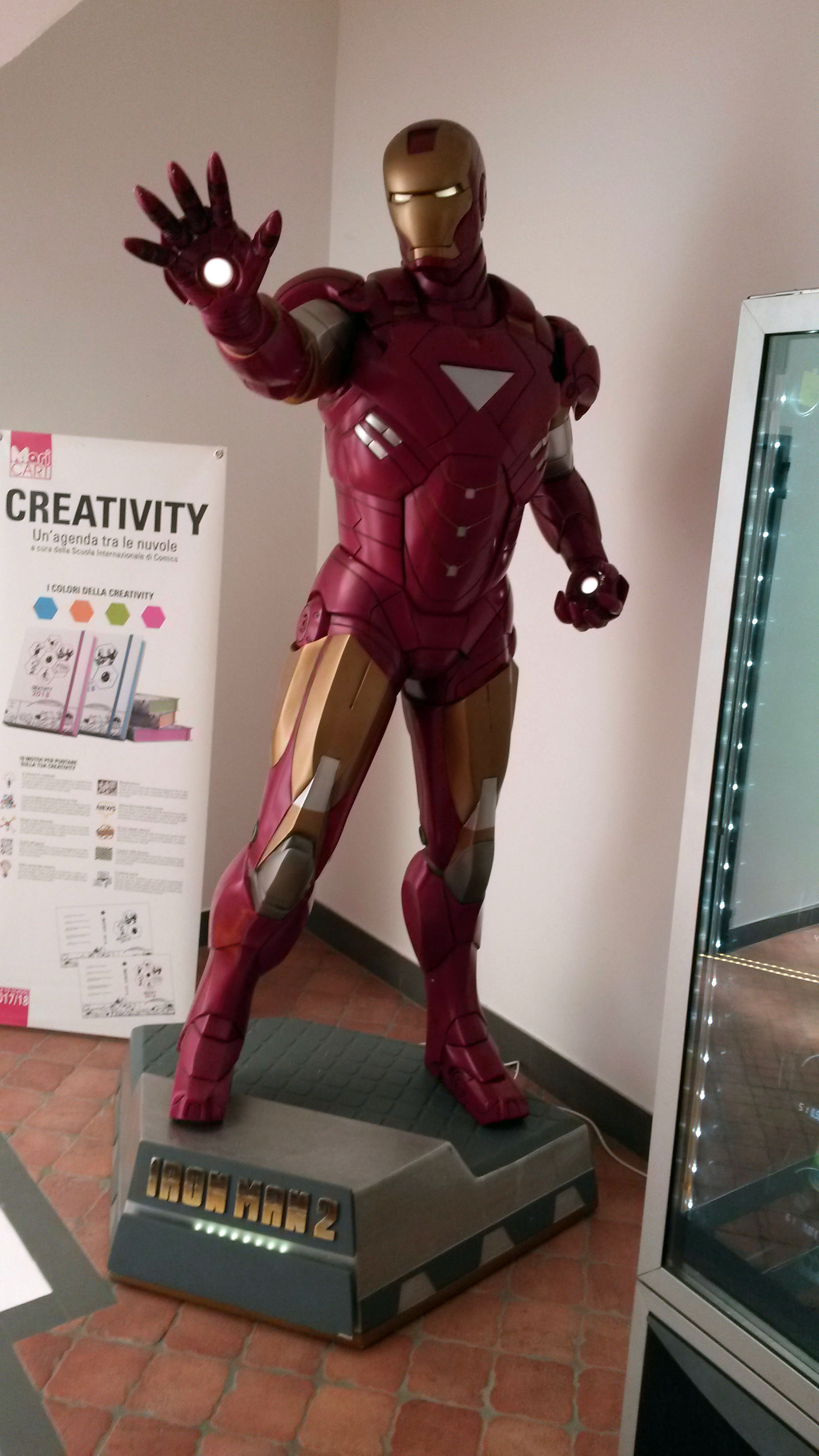
Statua di Iron Man nell'ingresso della sede romana della scuola

La scuola si è evoluta negli anni come accademia delle Arti visive, grafiche, digitali, letterarie e musicali, estendendo il proprio raggio d'azione a discipline quali il cinema dal vero, il cinema d'animazione, la sceneggiatura, la scrittura creativa e i videogiochi.
Le sedi italiane della Scuola Internazionale di Comics si trovano a Roma, Torino, Padova, Firenze, Reggio Emilia, Pescara, Napoli, Brescia e Genova; a queste si aggiunge la sede statunitense di Chicago, chiusa a fine 2020. Nel luglio del 2019 ha aperto una nuova sede anche a Milano.
La Scuola ha collaborato con ONLUS, istituzioni animaliste e umanitarie tra cui AVIS, Animalisti italiani, Legambiente ed Emergency.